# Звезда за тёмной тучей
«Звезда за тёмной тучей» (бенг. মেঘে ঢাকা তারা, Meghe Dhaka Tara, англ. The Cloud-Capped Star) — индийская чёрно-белая музыкальная драма, снятая режиссёром Ритвиком Гхатаком в 1960 году. Фильм является первой частью трилогии, в которую также входят фильмы Komal Gandhar (1961) и «Суварнарекха» (1965), повествующей о судьбе беженцев после раздела Британской Индии в 1947 году. Фильм входит в число «1001 фильмов, который вы должны посмотреть за свою жизнь».

## Сюжет
В фильме рассказывается о трагической судьбе красивой девушки Ниты, которая живёт со своей семьёй, беженцами из Восточного Пакистана, в пригороде Калькутты. Она всем жертвует ради своей семьи, теряет своего жениха, работу и здоровье, заболев туберкулёзом. А родственники принимают её доброту как само собой разумеющееся. Единственный человек, который о ней заботится, это её брат Шанкар.

## В ролях
| Актёр              | Роль        |
| ------------------ | ----------- |
| Суприя Чоудхури    | Нита        |
| Анил Чаттерджи     | Шанкар      |
| Нираджан Рай       | Санат       |
| Гита Гхатак        | Гита        |
| Биджон Бхаттачарья | отец        |
| Гита Дей           | мать        |
| Двиджу Бхавал      | Манту       |
| Гьянеш Мукерджи    | Банши Дутта |
| Ранен Рай Чоудхури | певец       |